# Freiheitsbund Berlin

Logo des Freiheitsbundes

Der Freiheitsbund Berlin e.V. war ein im Jahre 1951 gegründeter
sozialdemokratisch dominierter Schutzbund in West-Berlin und korporatives Mitglied im Reichsbanner Schwarz-Rot-Gold.

## Gründung und Zielsetzung
Nach dem Zweiten Weltkrieg zeichneten sich vor dem Hintergrund der weltweiten Blockbildung auch in Berlin neuerliche Spannungen ab. Unter den Eindrücken des Kalten Krieges schien es Demokraten geboten, die neu errungene Demokratie vor den Bedrohungen des stalinistisch geprägten Kommunismus der Sowjetunion zu schützen. In der damaligen „Frontstadt“ Berlin hatten die Entwicklungen besonders starke Emotionen hervorgerufen. Unter dem Eindruck der Zwangsvereinigung von SPD und KPD zur SED in der sowjetischen Besatzungszone (SBZ) 1946 und der Berlin-Blockade vom 24. Juni 1948 bis 12. Mai 1949 schlossen sich größtenteils Sozialdemokraten zusammen, um durch diesen Schutzbund die Demokratie zu stärken.
Nachdem bereits die sogenannten Berliner Bären als lose Schutzgruppe für einen ordnungsgemäßen Ablauf der Wahlen zum Berliner Magistrat im Dezember 1948 gesorgt hatten, indem sie Parteiversammlungen und Wahlkampfveranstaltungen vor den „Störversuchen“ der Kommunisten zu schützen halfen, hatte man sich schließlich entschlossen, künftig einen gemeinsamen festen, organisatorischen Zusammenhalt zu bilden. In Erinnerung an das alte Reichsbanner Schwarz-Rot-Gold, deren Mitglieder bereits in der Weimarer Republik für deren Erhalt gekämpft hatten, war man sich einig, kein weiteres Mal tatenlos zu bleiben, sollte die Demokratie erneut in Gefahr geraten.
Doch was in der Bundesrepublik Deutschland relativ problemlos möglich war, gestaltete sich in den Westsektoren Berlins weitaus schwieriger: Laut Alliierten-Statut war es nämlich in Anlehnung an die Erfahrungen aus dem Nationalsozialismus einem Verein nicht gestattet, den Begriff „Reich-“ im Namen zu tragen. Somit wurde der „Freiheitsbund Berlin“ quasi als korporativer „Ableger“ des westdeutschen Nachkriegs-Reichsbanners in Berlin gegründet.
In der Folge bildeten sich in ganz Berlin Kreis- und Ortsverbände, deren verbindendes Merkmal unter Anderen der Kampf gegen nationalistische und revisionistische Agitation war.
Zu den Gründern gehörten unter anderem Ernst Carlbergh, Günther Grodka, Franz Karl Meyer und Franz Neumann. Das Publikationsorgan war die Freiheitsfackel. Ende 1952 waren bereits ca. 1.000 Mitglieder gelistet.

## Vereinsorganisation
Zum Eintritt in den Freiheitsbund erhielt jedes Mitglied anfangs eine vierseitige Mitgliedskarte und später ein Mitgliedsbuch mit mehreren Seiten (ähnlich aufgebaut wie ein Reisepass), eine Mitgliedsnummer, eine schwarze Armbinde, ein Aufnäher und eine Anstecknadel jeweils versehen mit dem Logo des Freiheitsbundes Berlin (ein stehender Bär, der einen roten Schild mit großem „F“ vor sich hält). 

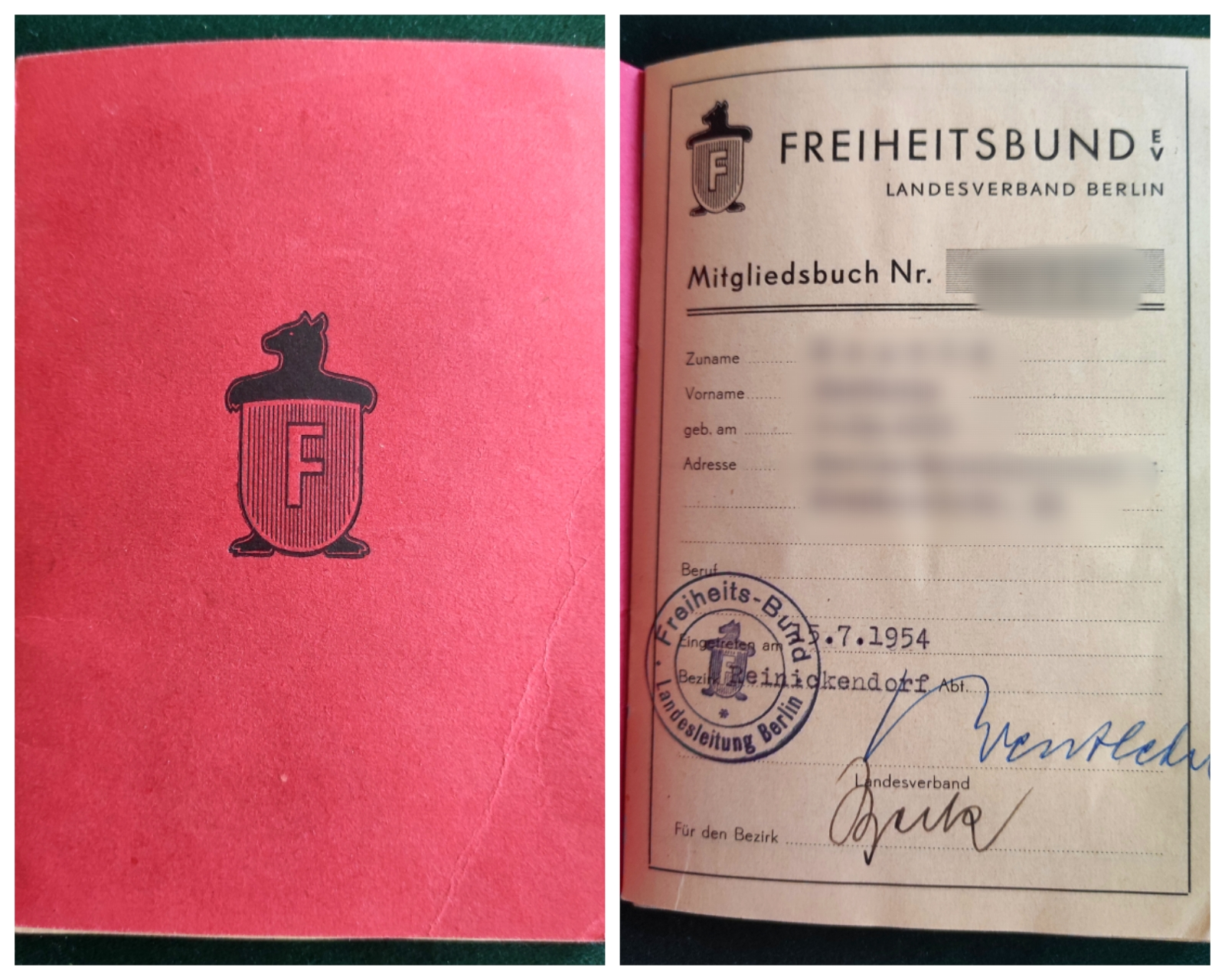
Mitgliedsbuch des Freiheitsbundes e.V. Landesverband Berlin

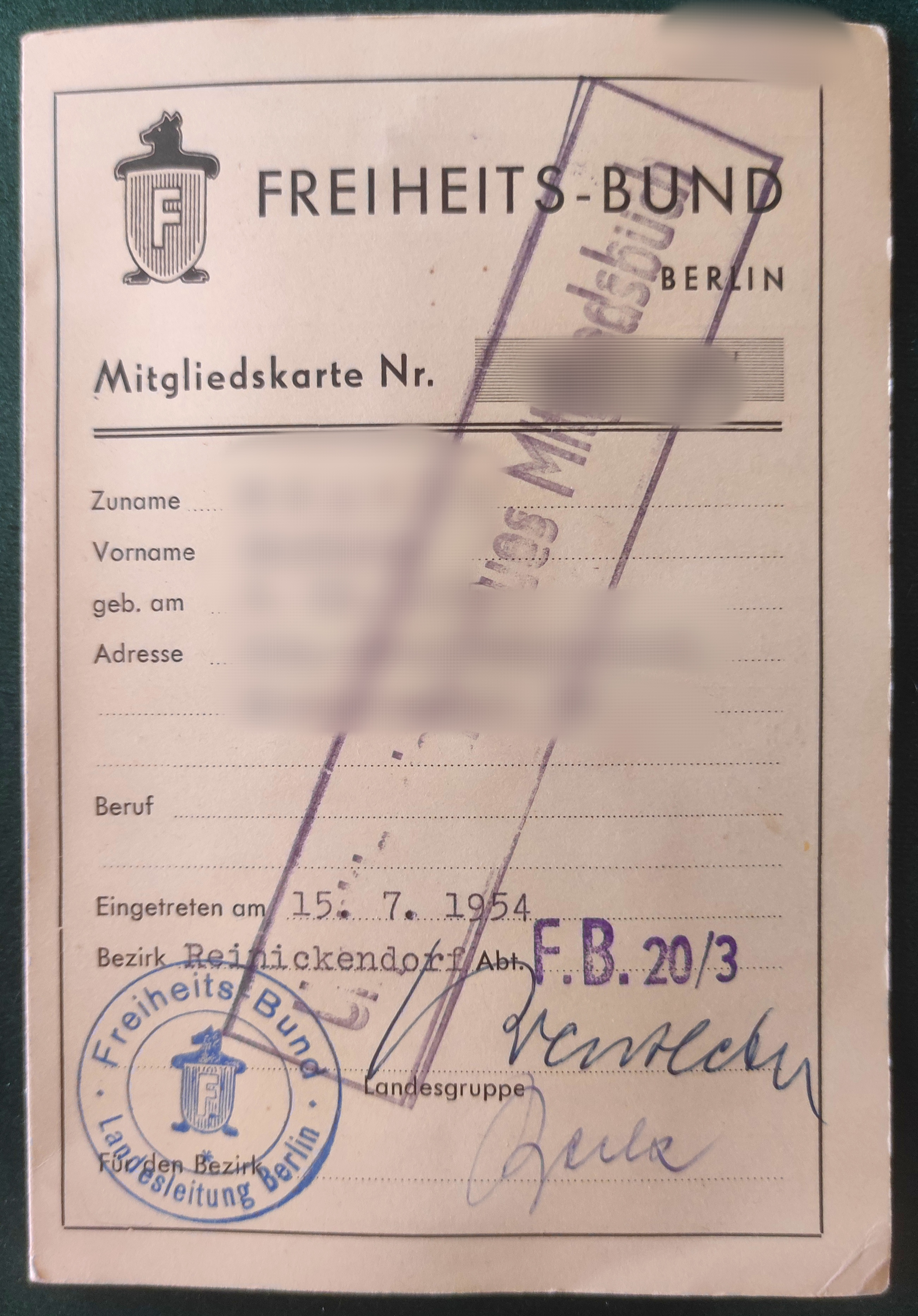
Mitgliedskarte des Freiheitsbundes e.V. Landesverband Berlin

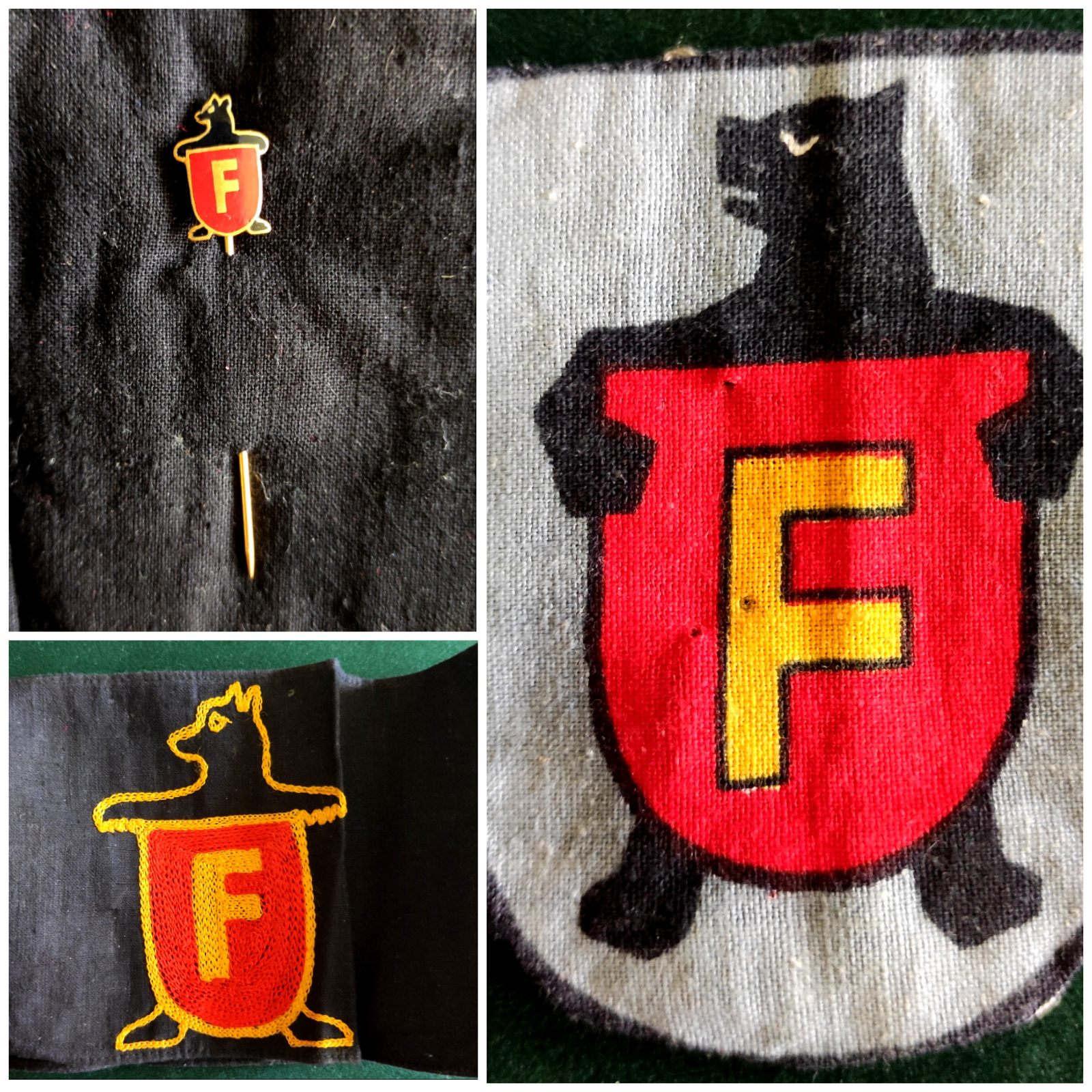
Zeichen der Vereinszugehörigkeit: Armbinde, Aufnäher, Anstecknadel

In die Seiten der Mitgliedskarte oder des -buches wurden Marken eingeklebt, die angaben, dass man den Vereinsbeitrag gezahlt und ob man in die Hilfskasse des Freiheitsbundes eingezahlt hat.

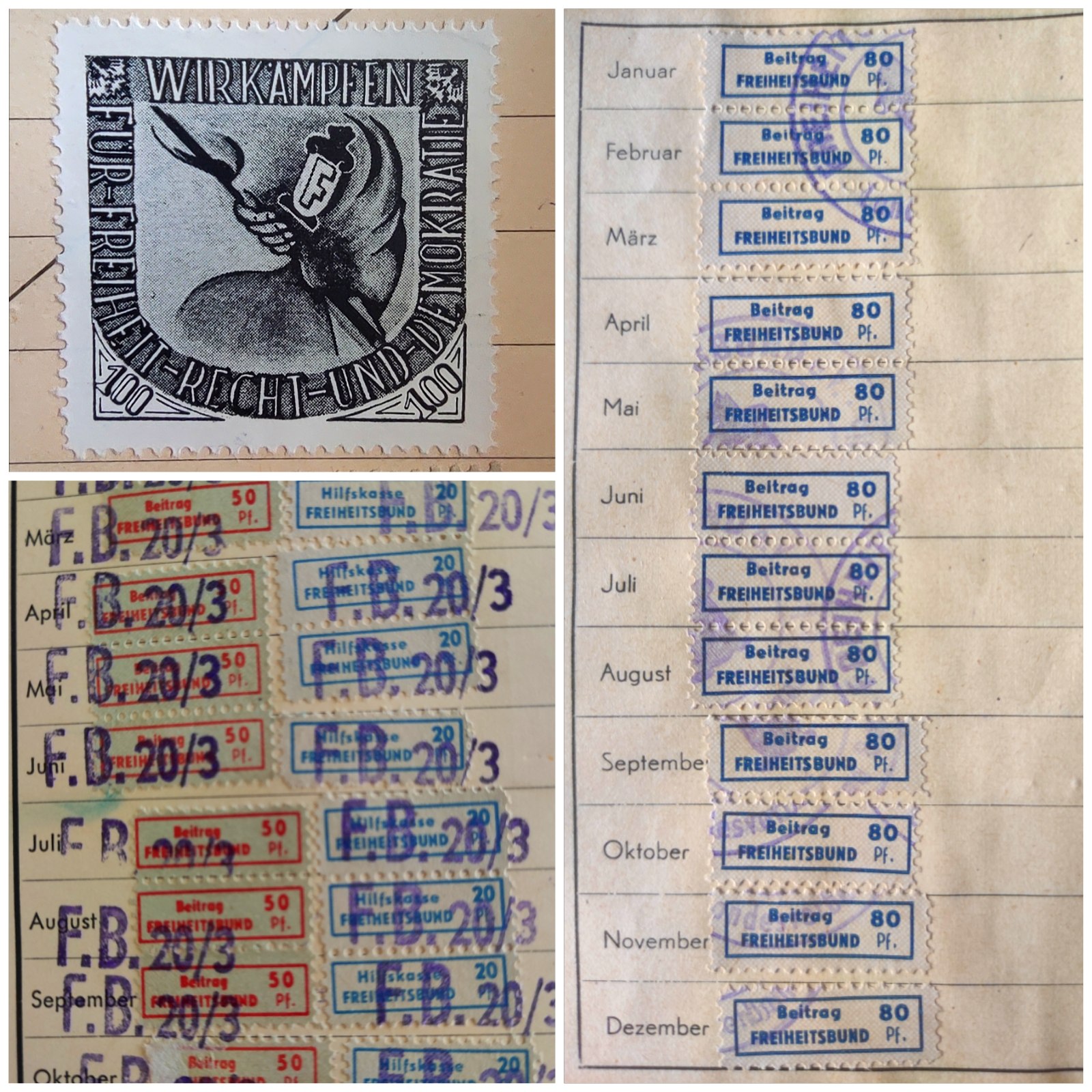
Beitragsmarken als Zahlungsbeleg

Ferner gab es Platz für Angaben zu „Delegationen und abgeschlossene[n] Kurse[n]“, an denen man teilgenommen hat.

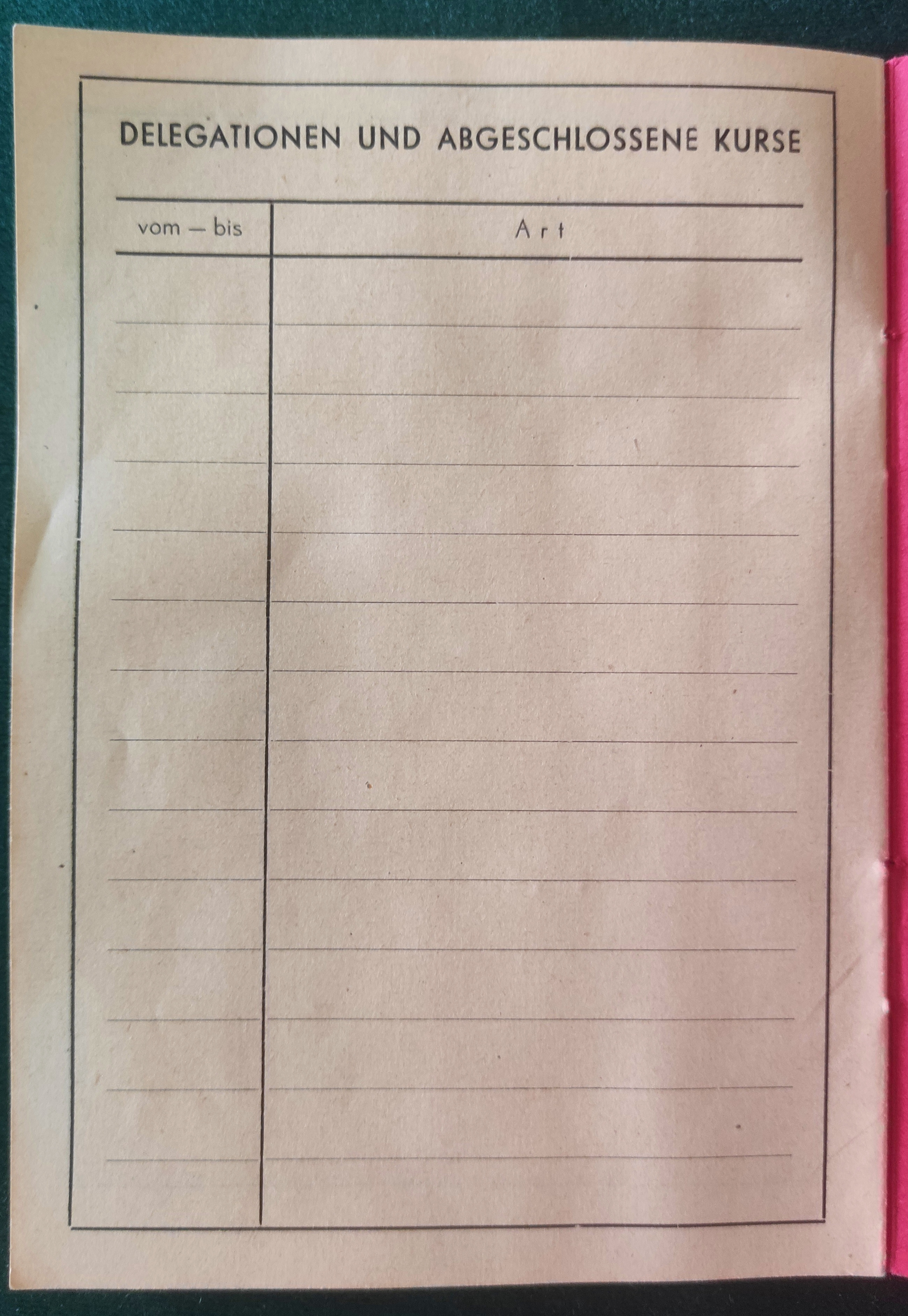
Die Teilnahme an vereinsrelevanten Veranstaltungen wurde in Tabellen der Mitgliedskarte und des -buches dokumentiert

## Aktivitäten
Neben einer aktiven Erinnerungskultur, sportlicher Ertüchtigung und sozial-gesellschaftlichem Engagement, waren viele Mitglieder des Freiheitsbundes Berlin auch parteipolitisch aktiv. Franz Neumann war von 1946 bis 1958 Vorsitzender der Berliner SPD (später der Arbeiterwohlfahrt AWO), Franz-Karl Meyer SPD-Vorsitzender im Berliner Bezirk Kreuzberg.
Einen ersten großen „Schock“ hatten die Mitglieder am 17. Juni 1953 zu verkraften, als die Erhöhung der Arbeitsnormen durch das Zentralkomitee der SED erst zu einem Arbeiteraufstand führte, ehe sich dieser zu einem Volksaufstand ausbreitete und nur mit Hilfe sowjetischer Panzer niedergeschlagen werden konnte. Der Versuch der DDR, den Freiheitsbund als „Träger imperialistischer Interessen“ für dieses schwerwiegende Ereignis mitverantwortlich zu machen, scheiterte da eine Beteiligung nicht nachgewiesen werden konnte.
Mit dem Mauerbau am 13. August 1961 vollzog sich die Teilung der Sektorenstadt endgültig. Der Freiheitsbund konnte wie der Regierende Bürgermeister Willy Brandt nur zusehen, wie Weltgeschichte gemacht wurde.
In den folgenden Jahren wurde der Freiheitsbund Berlin kontinuierlich abgerüstet. Zum einen war mit der Teilung der Stadt ein beidseitiger, nicht-verhandelbarer Status quo erreicht, zum anderen war die Zeit der Systemauseinandersetzungen zwar nicht vorbei, wurde aber auf andere Ebenen, wie der Spionage und anderer Geheimdienstaktivitäten verlagert. Die freiheitliche demokratische Grundordnung hatte sich zumindest in West-Berlin behaupten können und die Entspannungspolitik sollte im Laufe der Zeit zu einer allmählichen Annäherung führen.
In der Folge traten viele Mitglieder des Freiheitsbundes in die später umstrittene und mittlerweile aufgelöste Freiwillige Polizeireserve ein, um sich anderweitig für Recht und Sicherheit zu engagieren.
Bis in die 1990er Jahre pflegten die Mitglieder des Freiheitsbundes ein aktives Vereinsleben und einen regen Austausch zwischen Politik und Gesellschaft.
Seit dem 22. Februar 2008 ist der Freiheitsbund Berlin wieder vollständig in das Reichsbanner Schwarz-Rot-Gold integriert und fungiert in ihm als Landesverband Berlin-Brandenburg.